# 아부 알파라즈 알이스파하니

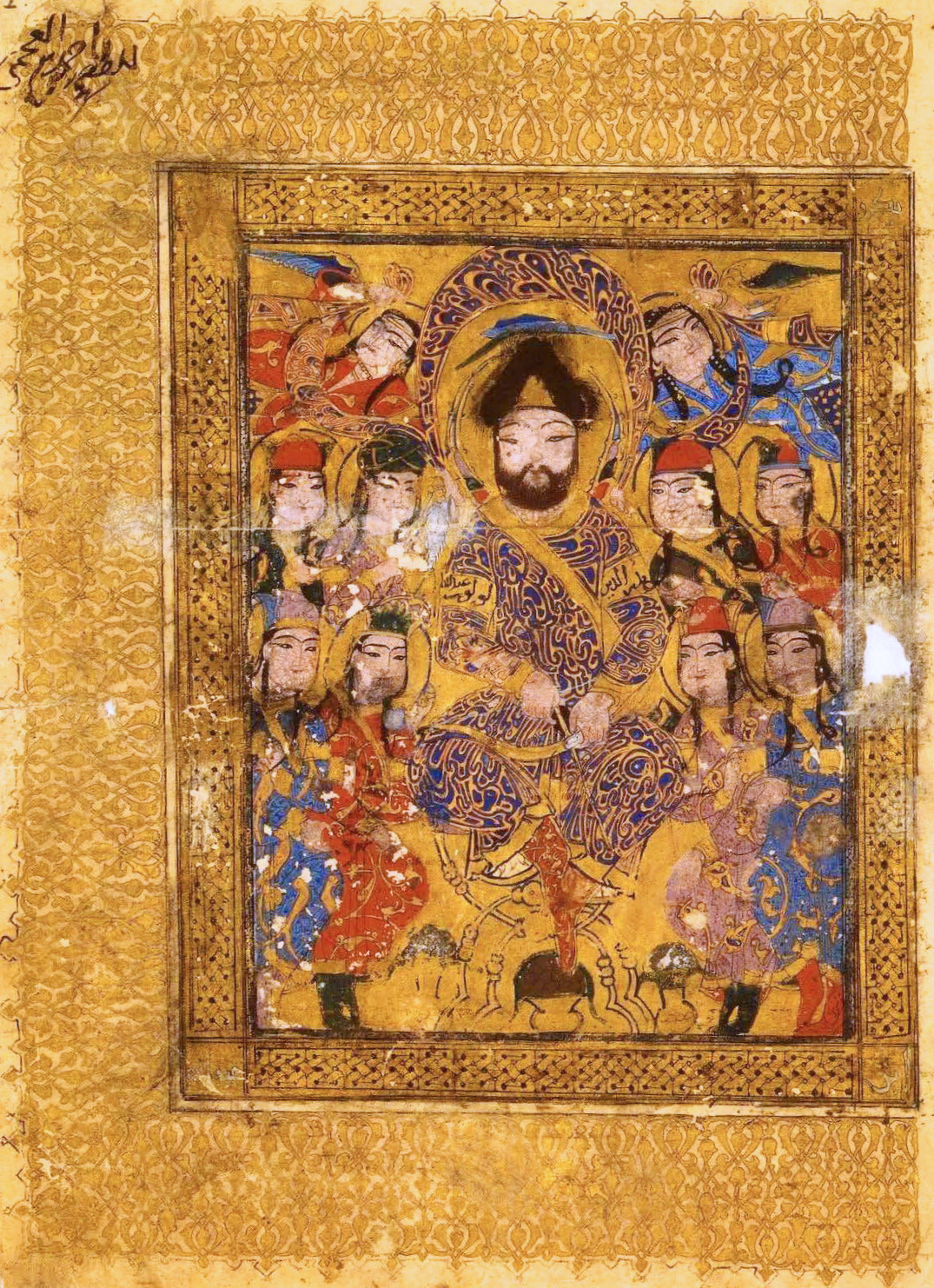

아부 알파라즈 알이스파하니(Abu al-Faraj al-Isfahani, 897년~967년)는 아라비아의 문학자이다.
이란 이스파한에서 태어났고 아랍계로 우마이야 왕가의 최후의 후예(後裔)였다. 바그다드에서 공부한 후 각지에 편력하여 아랍 시인들의 사적을 조사하였다. 필생의 사업인 《키타브 알아가니》(Kitab al-Aghani=노래의 書)는 고대부터의 시인과 가수들의 일화나 작품을 집대성하여 세련된 문장으로 기록한 것이며, 아랍족의 문화사(文化史)로서 단정적으로 평가할 수 없을 정도의 중요성을 지닌다. 이 작품의 완역(完譯)은 아직도 세계의 어느 누구도 못하고 있다.